# Přibyslav (Hradec Králové)
Přibyslav é uma comuna checa localizada na região de Hradec Králové, distrito de Náchod‎.